# Larrodrigo
Larrodrigo è un comune spagnolo di 264 abitanti situato nella comunità autonoma di Castiglia e León.